# Рейес, Диего Антонио
Дие́го Анто́нио Ре́йес Роса́лес (исп. Diego Antonio Reyes Rosales; 19 сентября 1992, Мехико) — мексиканский футболист, защитник клуба «УАНЛ Тигрес» и сборной Мексики.

## Клубная карьера

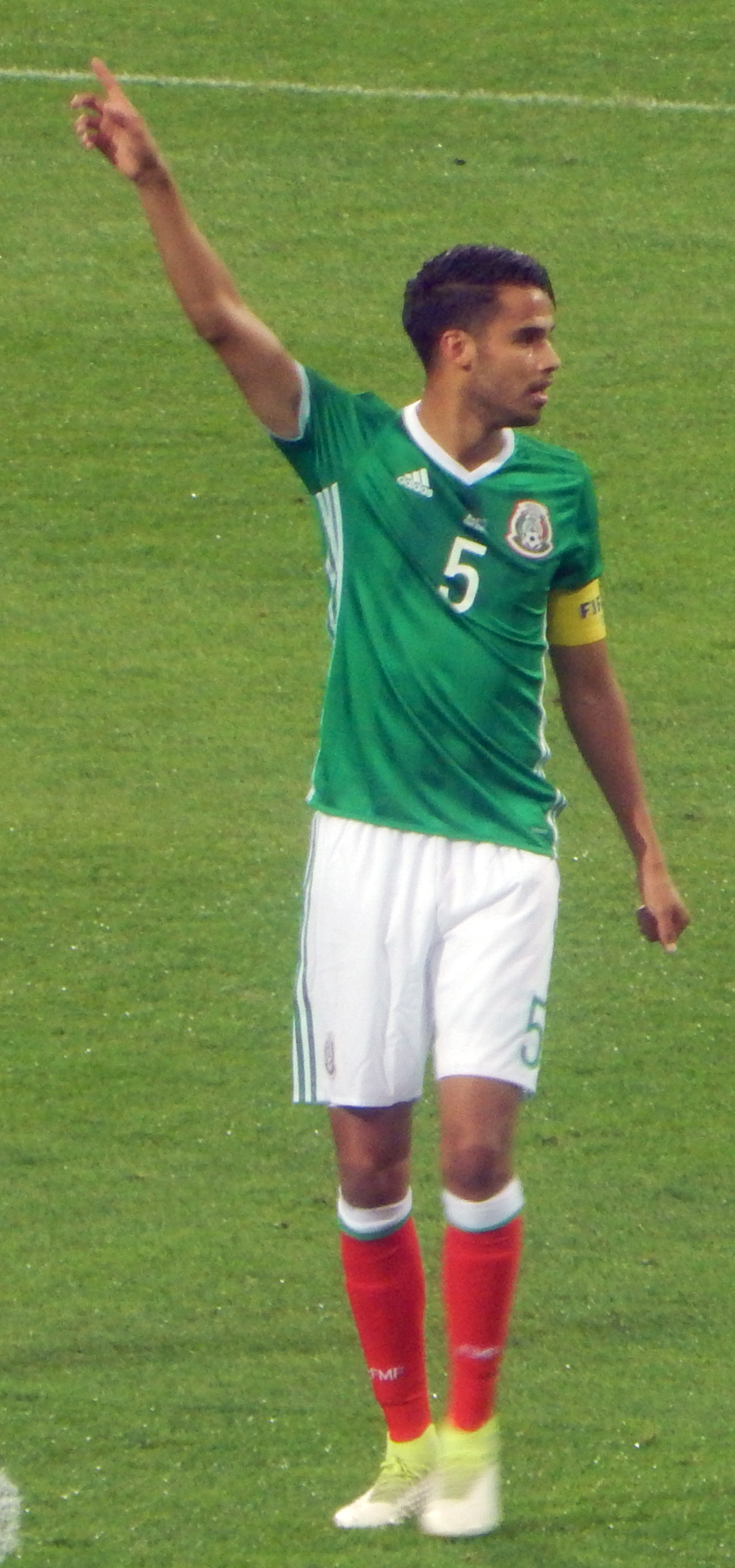
Кубок Конфедераций 2017

Диего Рейес — воспитанник академии клуба «Америка» (Мехико). 25 апреля 2010 года дебютировал в чемпионате Мексики за основную команду. Первый гол забил 17 апреля 2011 года.
17 декабря 2012 года Рейес перешёл в «Порту», однако будет выступать в составе клуба с лета 2013 года.
14 июля 2015 года перешёл в «Реал Сосьедад» на правах аренды сроком на один сезон.

## Карьера в сборной
В 2008 году дебютировал в юношеской сборной Мексики (до 17 лет), играл на чемпионате мира 2009 года и чемпионате Южной Америки. Всего сыграл в 6 играх за юношескую сборную.
В 2010—2011 годах привлекался в молодёжную сборную (до 20 лет), стал бронзовым призёром чемпионата мира 2011 года и победителем чемпионата КОНКАКАФ. Всего на молодёжном уровне сыграл 11 матчей.
С 2011 года играет за олимпийскую сборную Мексики (до 23 лет). В 2011 году со своей сборной стал победителем Панамериканских игр. На футбольном турнире Олимпиады-2012 в Лондоне принял участие во всех шести матчах и завоевал золотую медаль.
5 июля 2011 года в возрасте 18 лет дебютировал в составе первой сборной Мексики в матче финального турнира Кубка Америки 2011 против сборной Чили и стал самым молодым участником этого турнира. На Кубке Америки-2011 Рейес принял участие во всех трёх матчах своей сборной.
Летом 2019 года был вызван в сборную для участия в Золотом кубке КОНКАКАФ. В первом матче в групповом раунде против сборной Кубы забил гол на 38-й минуте и вместе с командой добился победы со счётом 7:0.

## Достижения
Мексика
- Победитель Олимпийских игр (1): 2012